# Polus occipitalis
De polus occipitalis of achterhoofdspool is het vrije uiteinde van de occipitale kwab van de grote hersenen.

## Schorsvelden
In de hersenkaart van Brodmann bedekt de area striata (area 17) een deel van de polus occipitalis.